# 马娅·尼伦·佩尔松
马娅·尼伦·佩尔松（瑞典語：Maja Nylén Persson，2000年11月20日—），瑞典女子冰球运动员。她曾代表瑞典国家队参加2018年和2022年冬季奥林匹克运动会冰球比赛，分别获得第七名和第八名。